# Burmeisteriellus mirabilis
Burmeisteriellus mirabilis är en skalbaggsart som beskrevs av Schickendantz 1868. Burmeisteriellus mirabilis ingår i släktet Burmeisteriellus och familjen Melolonthidae. Inga underarter finns listade.